# (35683) 1999 BK5
1999 BK5 (asteroide 35683) é um asteroide da cintura principal. Possui uma excentricidade de 0.04616180 e uma inclinação de 1.54068º.
Este asteroide foi descoberto no dia 21 de janeiro de 1999 por Klet em Kleť.